# Bisão-caucasiano
O bisão-caucasiano (Bison bonasus caucasicus), extinto em 1927, era uma subespécie de bisão-europeu que habitava as montanhas do Cáucaso na Rússia. Em 1860 sua população chegou a ser de dois mil indivíduos e começou a diminuir no início do século XX por conta da divisão de território com gado bovino trazido pelo ser humano. Esses animais trouxeram doenças como a febre aftosa que foi um dos principais fatores de extinção do bisão-caucasiano.
Por volta de 1940, foram obtidos híbridos entre o bisão-americano (Bison bison), o bisão-europeu-comum (Bison bonasus bonasus) e o bisão-caucasiano (Bison bonasus caucasicus), que por volta de 1960, foram reintroduzidos nas montanhas do Cáucaso. Em 2000, estes descendentes híbridos do extinto bisão-caucasiano foram oficialmente descritos como uma nova subespécie, o Bison bonasus montanus.